# Polímero eletroluminescente induzido por campo elétrico
O polímero eletroluminescente induzido por campo elétrico (FIPEL na sigla em inglês), também chamado de lâmpada de plástico,  é um novo polímero desenvolvido por uma equipe encabeçada pelo cientista David Carroll, professor de física da Wake Forest University (Carolina do Norte), cuja principal característica é a de emitir luz quando atravessado por uma corrente elétrica alternada.
Outras vantagens deste material são a flexibilidade, a durabilidade (até 10 anos, de acordo com o inventor) e o fato de produzir luz num espectro luminoso próximo ao do sol, ao contrário das lâmpadas fluorescentes convencionais que produzem uma luz azulada.

## Princípio de funcionamento
O material é produzido pela deposição em três camadas de um polímero plástico emissor de luz misturado a pequenas quantidades de nanomaterial que brilha quando estimulado eletricamente.
Ao adicionar nanotubos de carbono à mistura, conseguiu-se otimizar a emissão de luz, em consequência da elevada condutividade elétrica deste material. Pode-se variar livremente os materiais dopantes de forma a conseguir luz de qualquer cor desejada.